# Пам'ятники Бердичева
У сучасному Бердичеві встановлено низку пам'ятників і пам'ятних знаків, як за СРСР, так і за незалежності України (в 1990 — 2010-х років) — Т. Г. Шевченку, В. І. Леніну, на місці колишнього єврейського гетто в Бердичеві, на честь народження Христа та багато інших. Повний перелік пам'ятників та пам'ятних знаків представлено на вебсайті «Мій Бердичів».
Особливості пам'ятників Бердичева: 
1. переважання пам'ятників меморіального типу, тобто могил (надгробків), братських могил і обелісків;
2. попри багату історію Бердичева і велику кількість відомих осіб різних культур, пов'язаних із містом (як уродженців, так і персоналії, що тут проживали або перебували), у місті фактично не так багато присвячених їм пам'ятників.

## Інциденти
5 січня 2014 року невідомими було повалено статую Леніну, що стояла на території однієї з місцевих шкіл.

## Список пам'ятників
| Назва                                                                     | Рік встановлення | Розташування                                                    | Фото | Короткі відомості |
| Аширбекова А., могила                                                     | 1971             | на вулиці Пушкіна                                               |      | Напис: "Герой Советского Союза, гвардейский рядовой Ашербеков Ахмет Рашитович 1911-1944г.г. От Бердичевского исполкома городского Совета депутатов трудящихся. Май 1970г." |
| Братська могила жертв німецько-фашистського терору 1941-1943 рр., обеліск | 1944             | на території Монастиря Кармелітів Босих на Соборній площі       |      | Встановлено 1944 року На обеліску напис:«Тут поховано 960 осіб радянських громадян — жертв німецько-фашистського терору 1941-1943 рр."». |
| Воїнам-визволителям Бердичева, 1941 — 1945 рр.                            | 1974             | біля залізничного вокзалу на Привокзальній площі                |      | Встановлено 1974 року. Являє собою танк Т-34 (серійний) на постаменті, в основі якого стоять меморіальні плити з переліком бригад, дивізій та полків які відзначились під час звільнення міста. |
| Грот Матері Божої, пам'ятна капличка                                      | 2006             | на території Костелу Святої Варвари (вул. Європейська, 25)      |      | На дошці напис: «Споруджено на честь коронації Чудотворної Ікони Матері Божої Бердичівської 1756 р. Відновлено в 250-ту річницю коронації. Бердичів 16 липня 2006 р.». |
| «Засмучений воїн», скульптура                                             | 1950             | на вулиці Пушкіна                                               |      | Встановлено 1950 року |
| Комсомольцям підпільникам став частиною Меморіалу «Слава Героям!»         | 1943             | на Соборній площі                                               |      | Напис: "Молодим патриотам подпольщикам г. Бердичева погибшим в борьбе с немецко-фашистскими захватчиками 1941-1945г.г. От комсомолии Бердичева 1967 год." |
| Міцкевича Бернарда, могила                                                | 2006             | на території Костелу Святої Варвари (вул. Європейська, 25)      |      | Могила католицького отця Бернарда Міцкевича, що 30 років служив у Бердичеві (помер 2006 року). |
| на місці колишнього єврейського гетто в Бердичеві, пам'ятний знак         |                  | неподалік Монастиря Кармелітів Босих на вулиці Мологвардійській |      | На каменях написи: «В цьому районі в 1941р. було розташоване єврейське гетто. Звідси пішли у вічність 30000 євреїв м. Бердичева, розстріляних фашистами». (українською та іврит) та «Той, хто врятував одне життя - врятує весь світ. Єврейський народ ніколи не забуде ваш благородний вчинок і буде передавати ваші імена із покоління у покоління як приклад високої людяності та злагоди між нашими народами. Праведникам Світу від єврейської громади м. Бердичева». (українською) |
| Невпізнаним жертвам пожежі цирку 1 січня 1883 року, пам'ятний знак        | 2006             | на вулиці Пушкіна                                               |      | Встановлено 2006 року |
| Робітникам заводу «Прогрес», які загинули у Другій світовій війні         | 1968             | на вулиці Європейській                                          |      | Встановлено 1968 року |
| Симака Т., могила                                                         | 1971             | на вулиці Пушкіна                                               |      | Напис: "Герой Советского Союза, Старший лейтенант Семак Николай Павлович 1919-1944г.г. От Бердичевского исполкома городского Совета депутатов трудящихся. Май 1971г." |
| Шевченку Тарасу                                                           | 1960             | на вулиці Торговій (з боку вул. Європейської)                   |      | Пам'ятник геніальному українському митцю Т.Г. Шевченку встановлено 1960 року. |
| на честь народження Христа, пам'ятний знак                                |                  | на центральній вулиці Європейській                              |      | |
| на честь 240-річчя заснування римо-католицької парафії, пам'ятний знак    | 1999             | на території Костелу Святої Варвари (вул. Європейська, 25)      |      | Встановлено 1999 року. |
| на честь перемоги у ВВВ, обеліск                                          | 1965             | на вулиці Європейській                                          |      | Встановлено 1965 року |
| загинувшим під час ВВВ робітникам шкірзаводу, обеліск                     | 1971             | на території тех. училища                                       |      | Встановлено 1971 року. |

## Колишні пам'ятники
| Назва                                                                              | Дата встановлення | Дата знесення     | Розташування                                      | Фото | Короткі відомості                                                                             |  |
| Леніну                                                                             | 1982              | 22 лютого 2014    | на Площі Героїв Майдану                           |      | Встановлено 1982 року, повалено 22 лютого 2014 року в ході «ленінопаду»                       |  |
| Фрунзе Михайлу                                                                     | 1948              | 22 лютого 2014    | біля кінотеатру ім. Фрунзе на вулиці Європейській |      |                                                                                               |  |
| Котовському Григорію                                                               | 1969              | 23 листопада 2015 | на вулиці Червона Гора в однойменному мікрорайоні |      | Встановлено 1969 року.                                                                        |  |
| Славетним борцям за Жовтень, обеліск // Братська могила бійців Щорсівської дивізії | 1927              | 20 квітня 2022    | на вулиці Т. Шевченка                             |      | Встановлено 1927 року на честь 10-ї річниці Жовтневого перевороту. Демонтовано 20 квітня 2022 |  |